# Virus (norweski zespół muzyczny)
Virus – norweski zespół metalowy, grający awangardowy metal z elementami rocka psychodelicznego.
Głównym członkiem zespołu jest Czral, znany m.in. z Ved Buens Ende. Zespół powstał w 2000 roku, ma w dorobku trzy pełne albumy. Debiutancki Carheart ukazał się w 2003, kolejne dwa w 2008 i 2011.

## Skład
- Czral (Carl-Michael Eide) - gitary, wokale
- Plenum (Petter Berntsen) - gitara basowa
- Esso/Einz (Einar Sjurso) - perkusja

## Dyskografia
- Carheart (2003)
- The Black Flux (2008)
- The Agent That Shapes the Desert (2011)
- Oblivion Clock (EP) (2012)
- Memento Collider (2016)
- Investigator (EP) (2017)